# Mount Rainier (Maryland)
Mount Rainier és una població del Comtat de Prince George's a l'estat de Maryland (Estats Units d'Amèrica).

## Demografia
Segons el cens dels Estats Units del 2000 Mount Rainier tenia 8.498 habitants, 3.487 habitatges, i 1.858 famílies. La densitat de població era de 5.047,8 habitants per km².
Dels 3.487 habitatges en un 28,8% hi vivien nens de menys de 18 anys, en un 25,6% hi vivien parelles casades, en un 19,7% dones solteres, i en un 46,7% no eren unitats familiars. En el 36,8% dels habitatges hi vivien persones soles el 6,6% de les quals corresponia a persones de 65 anys o més que vivien soles. El nombre mitjà de persones vivint en cada habitatge era de 2,43 i el nombre mitjà de persones que vivien en cada família era de 3,27.
Per edats la població es repartia de la següent manera: un 24,8% tenia menys de 18 anys, un 11,8% entre 18 i 24, un 37,2% entre 25 i 44, un 19,2% de 45 a 60 i un 7% 65 anys o més.
L'edat mediana era de 32 anys. Per cada 100 dones de 18 o més anys hi havia 92,5 homes.
La renda mediana per habitatge era de 35.920 $ i la renda mediana per família de 39.060 $. Els homes tenien una renda mediana de 30.500 $ mentre que les dones 27.441 $. La renda per capita de la població era de 17.558 $. Entorn del 9,3% de les famílies i el 13% de la població estaven per davall del llindar de pobresa.

## Poblacions més properes
El següent diagrama mostra les poblacions més properes.